# Гашоков, Хусин Ханахович
Хусин Ханахович Гашоков (2 июля 1913, Хабез — февраль 1983) — черкесский поэт и писатель.

## Биография
Хусин Ханахович Гашоков родился в ауле Хабез (ныне райцентр Карачаево-Черкессии) в семье крестьянина-батрака. Писательскую деятельность начал в 1930-е годы. В 1935 году стал членом Союза писателей СССР.
После начала Великой Отечественной войны в июле 1941 года был мобилизован в армию и направлен в формирующуюся в городе Ворошиловске 343-ю стрелковую дивизию.
Участник Великой Отечественной войны: в составе 343-й (с июля 1943 — 97-й гвардейской) с октября 1941 года воевал на Южном, Юго-Западном, Сталинградском, Донском, Воронежском, 2-м и 1-м Украинских фронтах. В 1944 году был оперуполномоченным контрразведки СМЕРШ при 294-м гвардейском стрелковом полку.
Участвовал в Ростовской оборонительной, Ростовской и Барвенково-Лозовской наступательных операциях, Харьковском сражении 1942 года, в оборонительных боях на сталинградском направлении, Сталинградской битве, боях на Курской дуге, освобождении Левобережной Украины, Кировоградской, Уманско-Ботошанской, Львовско-Сандомирской, Сандомирско-Силезской, Нижнесилезской, Верхнесилезской, Берлинской и Пражской операциях. Окончил войну в звании гвардии капитана.
После войны работал редактором в газете «Черкес пэж». В 1957 году возглавил Карачаево-Черкесскую областную организацию писателей.
Автор сборников «Стихи и песни» (1940), «Стихи и поэмы» (1953), «Голос сердца» (1955), «Трудом прославим Родину» (1961). Сборники «Свет в горах» (1952), «Солнце над аулами» (1957), «Радостью полнится сердце» (1960), «Иду по земле» (1965) переведены на русский язык. К прозаическим произведениям Х. Х. Гашокова относится повесть «Отец и сын» (1959—1963).
Именем Х. Х. Гашокова названы улицы в аулах Хабез и Адыге-Хабль.

## Награды и звания
- орден Отечественной войны II степени (14.06.1945)[источник?].
- орден Трудового Красного Знамени (27.09.1957)[2].
- орден Красной Звезды (27.05.1944)[источник?].
- медали[источник?].
- Заслуженный работник культуры РСФСР (05.07.1978)[3].